# Mainz-Lerchenberg
Mainz-Lerchenberg ist ein 1964 neu entstandener Ortsbezirk der rheinland-pfälzischen Landeshauptstadt Mainz. Er ging aus der „Jubiläumssiedlung“ hervor, die zur Mainzer Zweitausendjahrfeier im Jahr 1962 gegründet worden war. Dadurch wurde das seit Kriegsende drückende Wohnraumproblem von Mainz gerade für junge Familien deutlich gemildert. Im Jahr 2024 hatten rund 6600 Menschen ihren Hauptwohnsitz auf dem Lerchenberg. Weit über die Stadtgrenzen von Mainz hinaus ist Mainz-Lerchenberg durch das Sendezentrum des Zweiten Deutschen Fernsehens (ZDF) bekannt.

## Geographische Lage

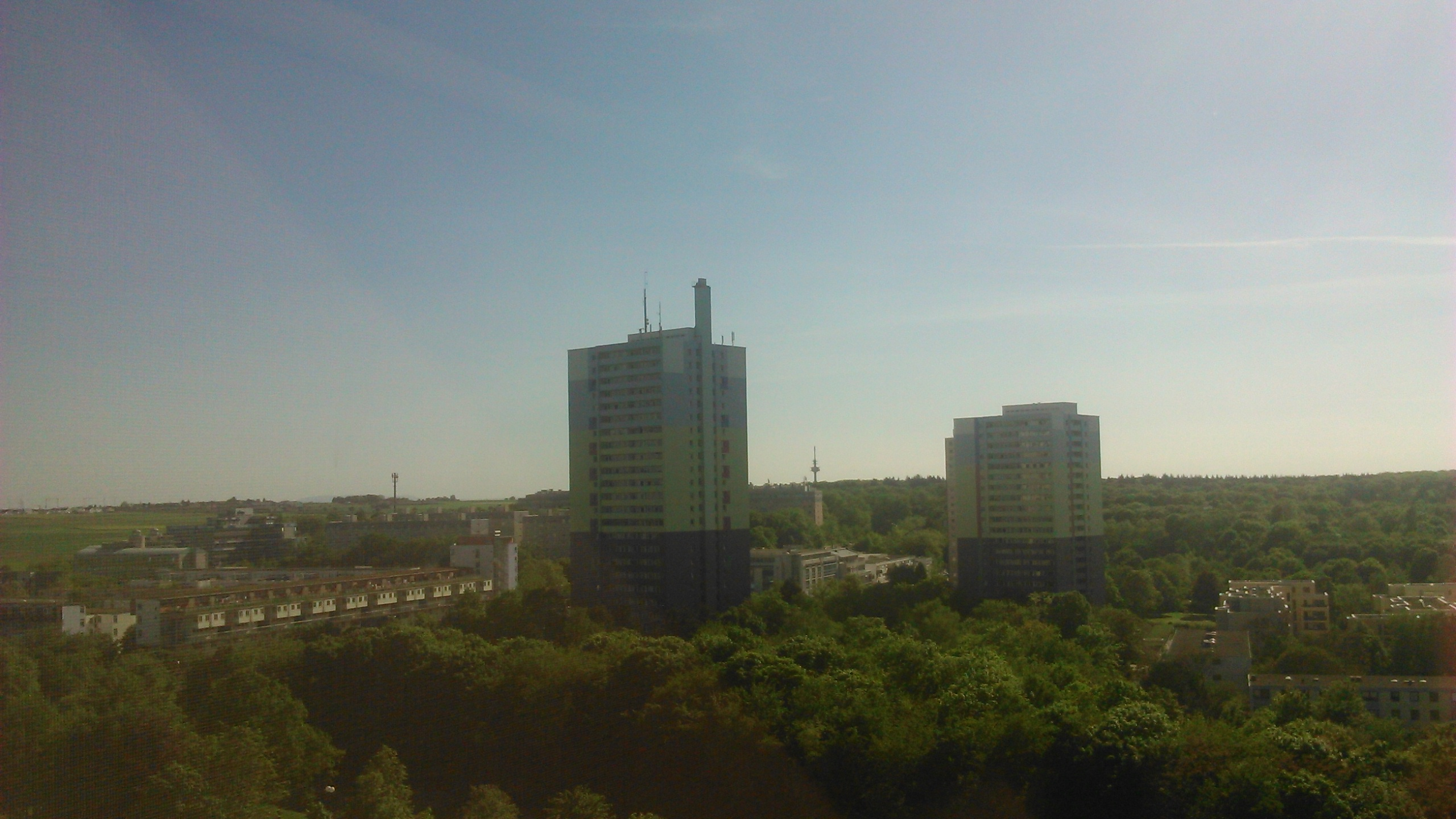
Blick auf Mainz-Lerchenberg vom ZDF

Lerchenberg liegt auf einer Anhöhe oberhalb der „Draiser Senke“ etwa sechs Kilometer südwestlich des Zentrums von Mainz. Zu Rheinhessen hin wird der Stadtteil vom Ober-Olmer Wald begrenzt. Ansonsten ist er von Feldern und Wiesen umgeben.

## Nachbarstadtteile und -gemeinden
Folgende Gemeinden bzw. Mainzer Stadtteile grenzen im Uhrzeigersinn an Lerchenberg:
im Norden Mainz-Drais, im Nordosten Mainz-Bretzenheim, im Osten Mainz-Marienborn und im Süden und Westen Ober-Olm.

## Geschichte
Am 25. Mai 1961 beschloss der Mainzer Stadtrat, anlässlich der Zweitausendjahrfeier der Stadt Mainz eine „Jubiläumssiedlung“ zu gründen. Nach den Zerstörungen des Zweiten Weltkriegs bestand in Mainz nach wie vor Wohnungsknappheit, die durch diesen neuen Stadtteil mit gelindert werden sollte. Im Jubiläumsjahr 1962 schenkte das Land Rheinland-Pfalz unter Ministerpräsident Peter Altmeier der Stadt Mainz mit 62 Hektar Land einen Teil des dazu erforderlichen Geländes, den die Stadt Mainz auf 154 Hektar erweitern konnte.
Am 16. April 1964 beschloss der Stadtrat, die Jubiläumssiedlung, die nach einem Ideenwettbewerb unter der Mainzer Bevölkerung zuvor auf den Namen „Mainz-Lerchenberg“ getauft worden war, offiziell einzugemeinden. Durch die relativ hohen Erschließungskosten von rund 25 Millionen D-Mark verzögerten sich die Arbeiten am neuen Mainzer Stadtteil. Für die Wärmelieferung zur Versorgung von Gebäuden mit Heizung und Warmwasser wurde Fernwärme obligatorisch vorgesehen. Im September 1967 bezogen die ersten Bewohner ihre Eigenheime, zwei Jahre später bewohnten bereits 2900 Menschen den Lerchenberg. Städtebaulich wurden Bungalows im Norden, dem Malerviertel, Reihenhäuser im Süden, dem Schriftsteller- und Musikerviertel, sowie Hochhäuser im Zentrum vorgesehen. Knapp zwanzig Jahre später lag die Einwohnerzahl bei etwas über 6000 Personen.
Nachdem im ZDF-Staatsvertrag Mainz als Standort des Senders festgelegt worden war, suchte die Stadtverwaltung zusammen mit dem Zweiten Deutschen Fernsehen nach einem geeigneten Grundstück. Am 25. Juni 1964 kaufte das ZDF von der Stadt ein Areal in unmittelbarer Nähe des neuen Stadtteils Lerchenberg. 1966 begannen dort die ersten Bauarbeiten für das zukünftige Sendezentrum. Zuerst wurden in einem ersten Bauabschnitt Gebäude für den Kraftfahrzeug- und Übertragungswagenbetrieb errichtet, 1971 erfolgte die Grundsteinlegung für das weithin sichtbare Redaktions- und Verwaltungsgebäude, das 1974 als zweiter Bauabschnitt eingeweiht wurde. Im September 1977 begannen die Erdarbeiten für den dritten Bauabschnitt des eigentlichen Sendebetriebsgebäudes, einem von der Planungsgruppe Stieldorf entworfenen Rundbau mit einem Durchmesser von bis zu 166 Metern, der 1984 bezogen wurde. Inzwischen komplettieren weitere Gebäude das ZDF-Sendezentrum auf dem Mainzer Lerchenberg.

### Wappen

Das Wappen

Das Wappen von Mainz-Lerchenberg wurde auf der Grundlage eines von der CDU-Ortsbeiratsfraktion 1978 für die Lerchenberger Bevölkerung ausgeschriebenen Wettbewerbs eingeführt. Es ist viergeteilt. In der heraldisch rechten oberen Ecke befindet sich ein silbernes Rad auf rotem Grund in Anlehnung an das Mainzer Stadtwappen, links oben und rechts unten jeweils ein skizzierter schwarzer Vogel (Lerche) im Flug von vorne auf silbernem Grund, sowie links unten das erste ZDF-Senderlogo – eine römische Zwei mit zwei stilisierten Augen – in Silber auf blauem Grund. Letzteres soll die außerordentliche Verbundenheit des Stadtteils zum ZDF symbolisieren.

## Schulen
In Mainz-Lerchenberg gibt es 2 Schulen:
- Grundschule Mainz-Lerchenberg

- Realschule Plus Mainz Lerchenberg

Das Gymnasium Mainz-Mombach (Gymmo) befand sich bis zum Ende des Schuljahres 23/24 in Lerchenberg

## Politik
Der Ortsbeirat von Mainz-Lerchenberg besteht nach der Kommunalwahl 2024 aus 13 Mitgliedern von insgesamt vier Parteien. Stärkste Fraktionen sind die SPD und die CDU mit jeweils fünf Sitzen.
Alper Kömür (SPD) wurde am 27. August 2024 Ortsvorsteher auf dem Lerchenberg.  Bei der Direktwahl am 9. Juni 2024 hatte er sich mit einem Stimmenanteil von 58,8 % gegen einen Mitbewerber durchgesetzt.
Kömürs Vorgängerin als Ortsvorsteherin war seit September 2013 Sissi Westrich (SPD). Bei der Wahl 2024 trat sie aus gesundheitlichen Gründen nicht erneut an.

## Wirtschaft und Infrastruktur

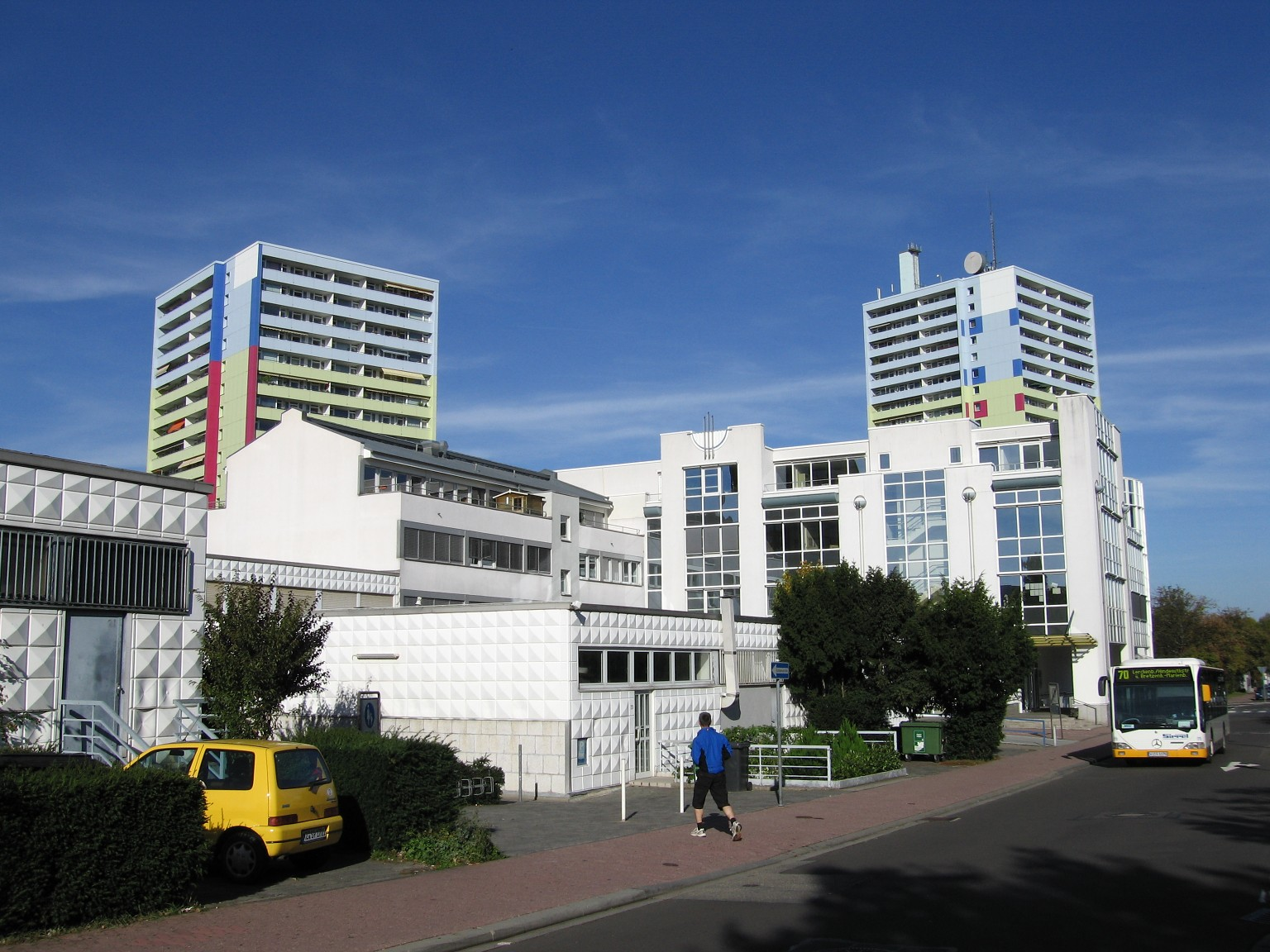
In der „Ortsmitte“ von Lerchenberg
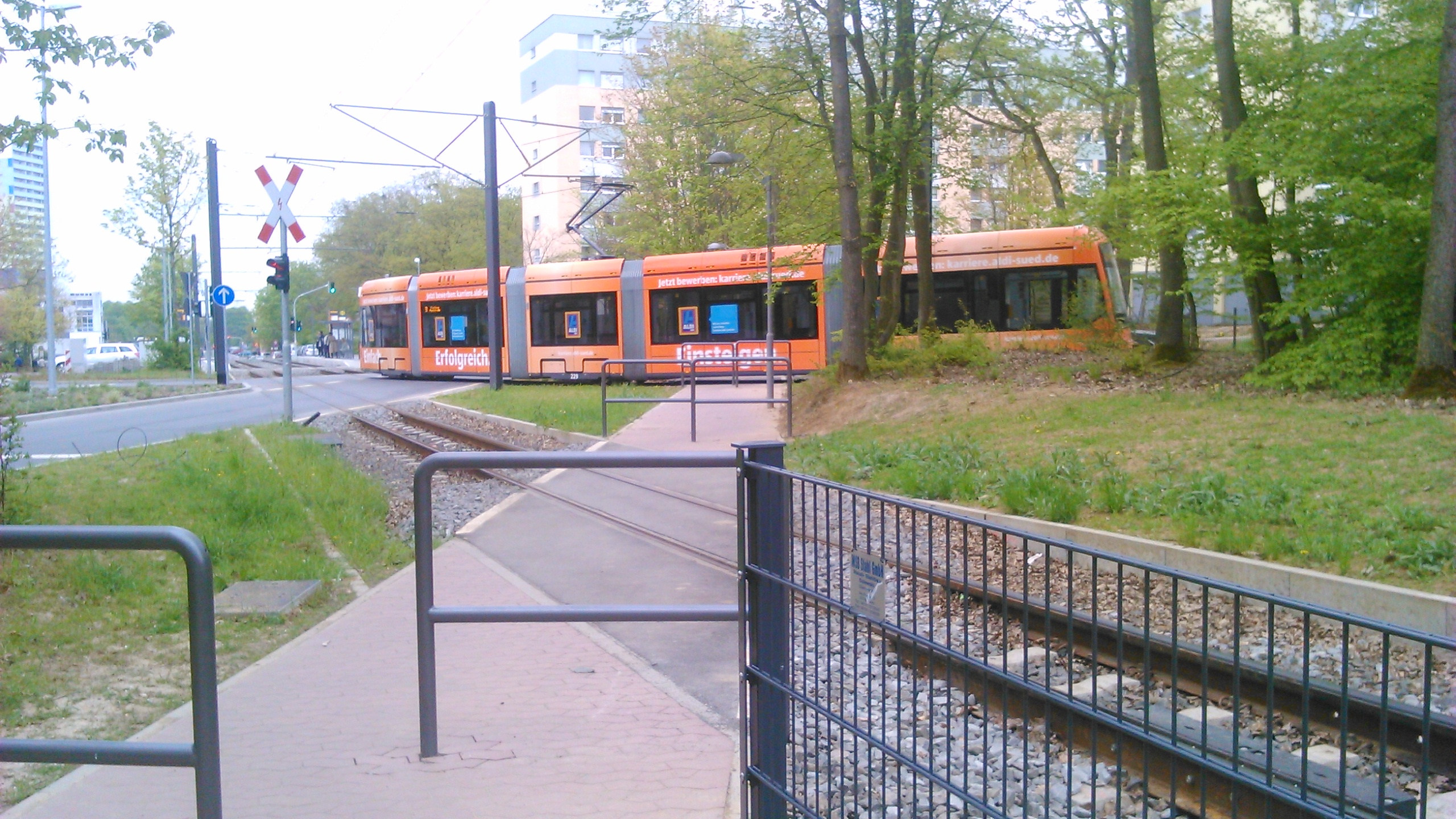
Variobahn auf der Mainzelbahn-Strecke
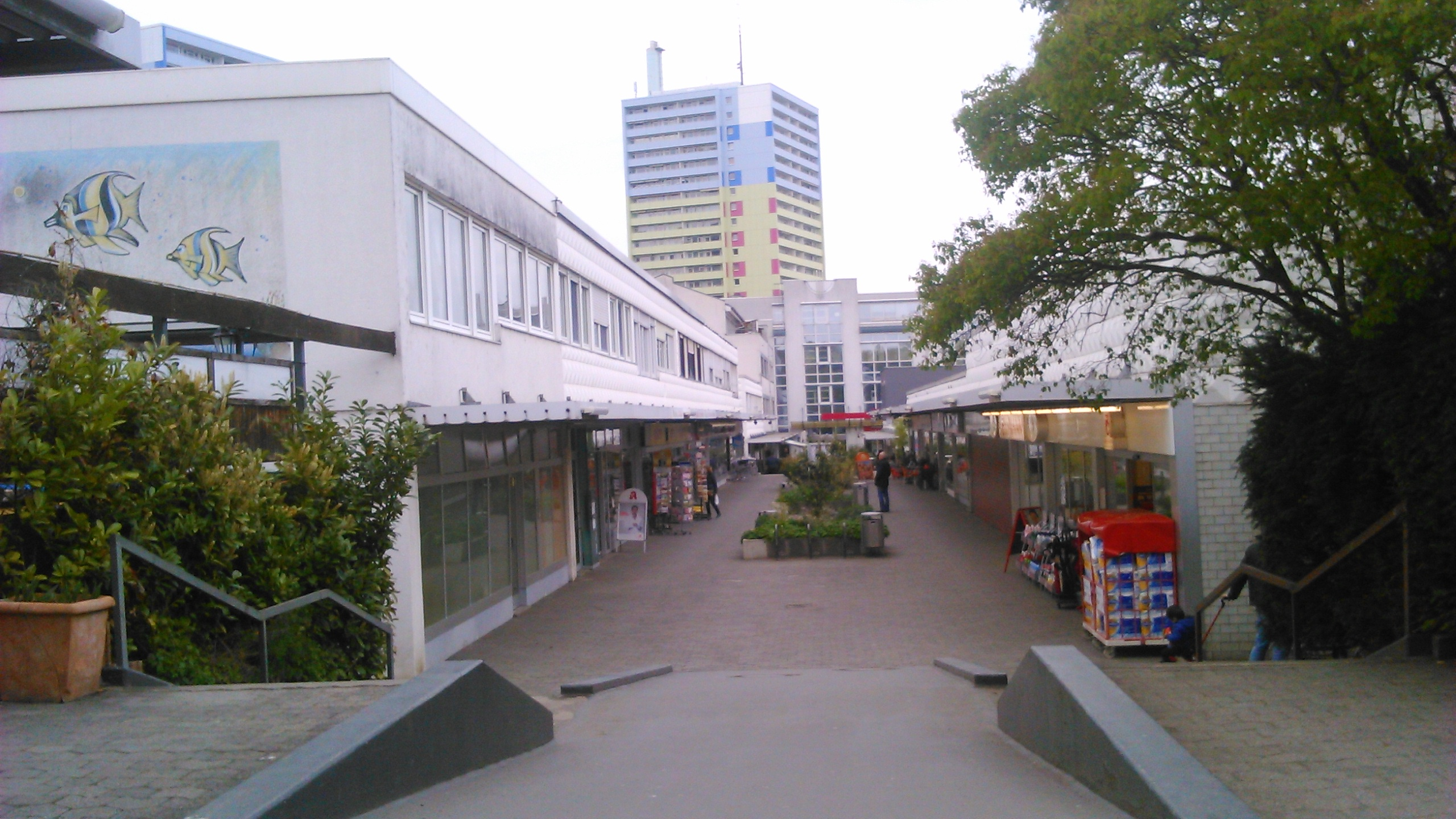
Einkaufszentrum Lerchenberg
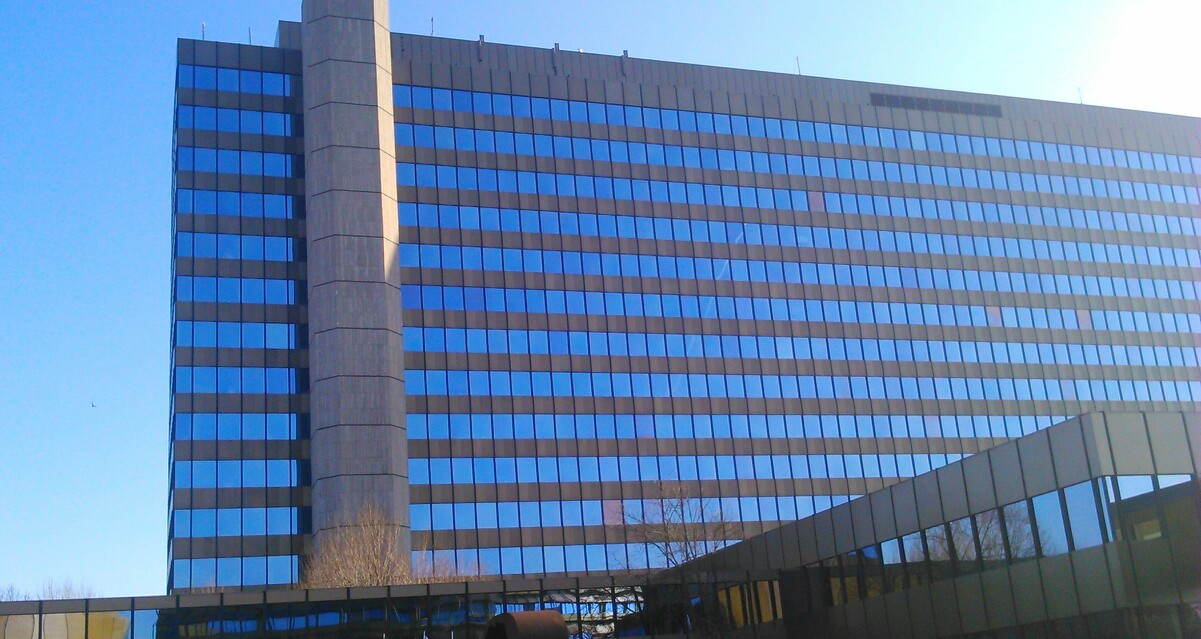
Verwaltungs- und Redaktionsgebäude des ZDF

Der Deutschlandsitz des Pharmakonzerns Novo Nordisk befindet sich auf dem Mainzer Lerchenberg.
Daneben gibt es ein Einkaufszentrum und ein Bürgerhaus aus der Gründungszeit des Stadtteils, dessen Sanierung Ende 2016 bekanntgegeben wurde.

### Verkehr
Der Stadtteil hat eine Anschlussstelle Mainz-Lerchenberg an der A 60, die hier Teil des  Mainzer Autobahnrings ist.
2016 wurde eine neue Straßenbahn-Strecke vom Hauptbahnhof mit Endpunkt Lerchenberg Hindemithstraße eingeweiht, die so genannte „Mainzelbahn“. Die neue Strecke wird von den Linien 51 aus Finthen kommend und 53 aus Hechtsheim kommend befahren. Sie wurde zum Fahrplanwechsel am 11. Dezember 2016 eröffnet. Der Mainzer Hauptbahnhof ist mit den neuen Straßenbahnlinien in ca. 20 Minuten erreichbar.
Daneben wird Mainz-Lerchenberg von mehreren Buslinien der Mainzer Mobilität und der KRN bedient, durch die Verbindungen ins übrige Stadtgebiet sowie umliegende Gemeinden bestehen.

### Medien
Der Lerchenberg wird auch „Medienberg“ genannt, da sich hier nicht nur das ZDF-Sendezentrum befindet, sondern auch 3sat und die Deutschlandzentrale von Arte hier ihren Sitz haben. Das ZDF Werbefernsehen sowie ZDF Enterprises haben ebenfalls ihren Sitz auf dem Lerchenberg. Von September 1991 bis zum Umzug nach Berlin und München im Sommer 2001 lag hier auch das Sendezentrum von Sat.1. Ebenfalls hat der Zeitungsverlag VRM dort seinen Hauptsitz.
Weiter sind der Übertragungswagendienstleister TV-Skyline sowie das Media Service Center mit diversen Produktionsfirmen auf dem Lerchenberg angesiedelt.
Unabhängig von der breiten, professionellen Medien-Landschaft des Lerchenbergs macht sich der Lerchenberg auch 2020 durch seine außergewöhnlichen Lockdown Aktionen bemerkbar. Die sozialen Kinder- und Jugend-Einrichtungen „Regenbogentreff“ (Wohnbau Mainz) und das „Jugendcafé Lerchenberg“ der Stiftung Juvente errichteten im Mai 2020 ein digitales Jugend-Programm namens „Juca Radio127“ auf der Video-Plattform Youtube. Mit über 66 Video-Angeboten schufen die Einrichtungen damit eins der umfangreichsten Lockdown-Freizeit-Angebote im Rheinmain-Gebiet. Hiervon inspiriert folgte im November 2020 ein zweiter Youtube-kanal namens „Mainz Lerchenberg“, auf welchem die Akteure des Stadtteils versuchen so, z. B. mit „Digitalen Stadtfesten“ wie der Eröffnung des „Lebendigen Adventskalenders“, als Vorreiter, das Stadtleben auf neuen Wegen aufrechtzuerhalten.

### Öffentliche Einrichtungen
- Standort Mainz der Generaldirektion Wasserstraßen und Schifffahrt (ehemalige Wasser- und Schifffahrtsdirektion Südwest)
- Grundschule
- Realschule plus im Carl-Zuckmayer-Schulzentrum
- mehrere Kindertagesstätten.

### Soziale Einrichtungen
- ASB Vitalzentrum[19]
- Familientreff[20]
- „Juca“ – Jugendzentrum Lerchenberg[21]
- „Rebo“ – Regenbogentreff (Soziale Einrichtung mit Beratungsangeboten, Hausaufgabenbetreuung, Freizeit-Aktivitäten uvm.)[22]
- Street Jumper (Freizeitangebote für Kinder)[23]

## Sport
Der SC Lerchenberg bietet in zwölf Sparten verschiedene Sportangebote vor Ort an.

## Vereine
Liste der Vereine des Stadtteils:

### Denkmal und Brauchtum
- „LCC“ – Lerchenberger Carneval Club 1972 e. V. „Die Euleköpp“[26]
- Fanfarenzug „Die Lerchen“
- FNL Franziskus-Narren Lerchenberg
- Mainzer Ritter Gilde 1958

### Musik und Gesang
- Fanfarenzug „Die Lerchen“
- New Sounds, Chor der evangelischen Gemeinde Lerchenberg
- Orgelbauverein St. Franziskus Mainz-Lerchenberg
- Verein zur Förderung der Musik in der Ev. Maria-Magdalena-Gemeinde, Mainz-Lerchenberg
- Verein zur Förderung der Musik in der Evangelischen Maria-Magdalena-Gemeinde Drais-Lerchenberg (MuFöV)

### Soziales und Bildung
- Osthilfe Mainz-Lerchenberg
- Vitalzentrum Lerchenberg (ASB)

### Sport
- „SCL“ – Sportclub Lerchenberg e. V.[27]
- Vitalzentrum Lerchenberg (ASB)

### Verbände und Interessensvertretung
- Förderverein der Kindertagesstätte Mainz-Lerchenberg II (ZDF-Gelände)
- Förderverein der Kindertagesstätte Maria Königin der Kath. Kirchengemeinde St. Marien, Drais/Lerchenberg
- Förderverein Realschule plus im Carl-Zuckmayer-Schulzentrum Mainz-Lerchenberg
- Glockenförderverein Maria Magdalena Mainz-Lerchenberg
- Verein der Freunde und Förderer des Kindergartens St. Franziskus, Mainz-Lerchenberg

## Veranstaltungen
Im Folgenden sind jährlich stattfindende Veranstaltungen gelistet:
- „Sturm auf die Ortsverwaltung“ des LCCs[28]
- Fußballturniere auf dem Spielfeld „Spargelacker“ der 3 Jugendeinrichtungen (Street Jumper, Juca & Regenbogentreff)
- „Sommerfest“ der Kinder- und Jugendeinrichtungen des Regenbogentreffs und dem Jugendzentrum „Juca“ (Stiftung Juvente)[29]
- „Lerchenberger Gartenparty“ der Akteure des Stadtteils[30][31]
- „Duddelfest“ des LCCs[32]
- Adventstreff am 01.12. zum Auftrag des „Lebendigen Adventskalenders“ der Akteure des Stadtteils[33]

## Lockdown Aktionen
- Digitales Jugendprogramm "Juca Radio127"(youtube) des Regenbogentreffs und des Jugendzentrums „Juca“ der Stiftung Juvente.[34]
- Kanal "Mainz Lerchenberg"(youtube) als neue Medienplattform der Lerchenberger-Akteure um so z. B. mit „Digitalen Stadtfesten“ wie der Eröffnung des „Lebendigen Adventskalenders“[35] das städtische Kulturleben auf eine neue Weise aufrechtzuerhalten.
- Verschiedene Telefonische Dienstleistungen zur Beratung und dem Erhalt des Seelenheils
- Spaziergänge
- „Familien-Erlebnispfad“ für Familien mit Kleinkindern (3–6 Jahre) des Familientreffs (ev. Maria-Magdalena-Gemeinde Drais-Lerchenberg)
- „Babbel-Hotline“ des ASB Vitalzentrums.[36]